# Galaktično leto
Galáktično léto (tudi kózmično léto) (oznaka GY) je obhodni čas Sončevega in Osončnega tira okoli središča naše Galaksije v ozvezdju Strelca. Ocene dolžine leta segajo od 225 do 250 milijonov »zemeljskih« let.
Galaktično leto predstavlja priročno in umljivo časovno enoto za kozmološke in geološke dobe. Vrednosti z milijardami let ne omogočajo ločevanja geoloških dogodkov, vrednosti z milijoni let pa zahtevajo velika števila.

## Časovni pregled v galaktičnih letih
Ta časovni pregled se začne z nastankom Osončja. Sedanjost naj bi bila 20 GY.
- 4 GY: na Zemlji se pojavijo oceani,
- 5 GY: začetek življenja na Zemlji,
- 6 GY: nastanek prokariontskih celic,
- 7 GY: nastanek bakterij,
- 10 GY: nastanek stabilnih celin,
- 13 GY: nastanek evkariontskih celic,
- 16 GY: nastanek mnogoceličnih organizmov,
- 17,8 GY: kambrijska eksplozija,
- 19 GY: veliko izumrtje,
- 19,6 GY: izumrtje dinozavrov.

## Primerjava z drugimi časovnimi enotami
Manjša enota je platonsko leto (približno 25.765 let), čas v katerem pola nebesnega ekvatorja zaradi precesije Zemljine vrtilne osi navidezno nepravilno obkrožita pol ekliptike. Galaktično leto je približno 8721 platonskih let.
V enem galaktičnem letu svetloba prepotuje 2.365.182.618.145.200.000.000.000 m, 2,365 Ym, oziroma 250 milijonov sv. l. V tem času bi prepotovala Nadjato v Devici ali še večjo Jato galaksij v Berenikinih kodrih. Razdaljo do najbližje zvezde Proksime Kentavra svetloba prepotuje v času 0,00000001688 GY, do kozmološkega dogodkovnega obzorja pa v 248 GY.